# ماوریس فن دام
ماوریس فن دام (هلندی: Maurice Van Damme؛ زادهٔ ۱۸۸۸ - درگذشته نامشخص) شمشیرباز اهل بلژیک بود.
وی در مسابقات کشوری و بین‌المللی در مجموع برندهٔ ۱ مدال نقره، ۱ مدال برنز شده است.